# Fanny et Alexandre
Pour plus de détails, voir Fiche technique et Distribution.
Fanny et Alexandre (en suédois : Fanny och Alexander) est un film dramatique suédois écrit et réalisé par Ingmar Bergman en 1982. Il est d'abord un film télévisé divisé en quatre parties totalisant 312 minutes. Une version de 188 minutes est sortie au cinéma.
Bergman annonça que ce film serait son dernier. En effet, il n'a ensuite plus écrit que des scénarios, et réalisé quelques œuvres pour la télévision (notamment Après la répétition et Sarabande, suite du célèbre Scènes de la vie conjugale).
En 2019, l'œuvre est adaptée au théâtre par la Comédie Française, dans une mise en scène de Julie Deliquet.
En 2019 également, le film ressort en salle, projeté en deux parties : la première de 2 h 51 (actes I, II et III) et la seconde de 2 h 26 (actes IV et V), soit un total de 317 minutes, c'est-à-dire le film télévisé très légèrement adapté pour une exploitation en salle en deux parties (et deux séances distinctes).

## Synopsis
L'histoire se déroule dans la Suède du début du XXe siècle. Le film dépeint la vie d'un jeune garçon, Alexandre, et de sa sœur Fanny au sein d'une famille aisée, les Ekdahl. Les parents de Fanny et Alexandre travaillent dans le monde du théâtre et sont très heureux ensemble jusqu'à la mort subite du père. Peu après ce drame, la mère trouve un prétendant, un évêque luthérien, et accepte sa proposition de mariage. Elle déménage chez lui avec les enfants ; c'est un endroit où règne une atmosphère sévère et ascétique. Les enfants sont soumis à son autorité stricte et impitoyable.

## Fiche technique
- Titre : Fanny et Alexandre
- Titre original : Fanny och Alexander
- Réalisation : Ingmar Bergman
- Scénario : Ingmar Bergman
- Musique : Daniel Bell
- Décors : Susanne Lingheim, Anna Asp
- Costumes : Marik Vos-Lundh
- Photographie : Sven Nykvist
- Montage : Sylvia Ingmarsson
- Son : Björn Gunnarsson, Lars Liljeholm, Bo Persson, Owe Svensson
- Producteur : Jörn Donner
- Pays d'origine :  Suède
- Format : Couleurs (Eastmancolor) - 1.66:1 - Son mono - 35 mm
- Genre : Drame
- Durée : 188 minutes / 312 minutes (version télévisée)
- Dates de sortie :
  -  Suède : 17 décembre 1982
  -  France : 9 mars 1983
  -  Belgique : 2 février 1984 (Gand).

## Distribution
Maison Ekdahl
- Ewa Fröling : Emelie Ekdahl
- Bertil Guve (VF : Jackie Berger) : Alexandre Ekdahl
- Pernilla Allwin : Fanny Ekdahl
- Gunn Wållgren (VF : Nelly Vignon) : Helena Ekdahl, la grand-mère
- Allan Edwall (VF : Roger Carel) : Oscar Ekdahl
- Jarl Kulle (VF : Claude Giraud) : Gustav Adolf Ekdahl
- Mona Malm (VF : Monique Thierry) : Alma Ekdahl
- Börje Ahlstedt : Carl Ekdahl
- Christina Schollin : Lydia Ekdahl
- Pernilla August : Maj
- Lena Olin : Rosa
- Kristina Adolphson : Siri
- Gösta Prüzelius : Dr Fürstenberg
- Inga Ålenius : Lisen
- Svea Holst : Ester
- Siv Ericks : Alida.

Maison de l'évêque
- Jan Malmsjö : Évêque Edvard Vergerus
- Kerstin Tidelius (VF : Nadine Alari) : Henrietta Vergerus
- Marianne Aminoff (VF : Paule Emanuele) : Blenda Vergerus
- Harriet Andersson : Justina
- Pernilla Wahlgren : Esmeralda.

Maison Jacobi
- Erland Josephson : Isak Jacobi
- Stina Ekblad : Ismael Retzinsky
- Mats Bergman : Aron Retzinsky
- Marie-Hélène Breillat : Femme japonaise du rêve
- Peter Stormare : Aide d'Isak pour porter le coffre en bois.

Au théâtre
- Anna Bergman : Hannah Schwartz
- Gunnar Björnstrand : Filip Landahl
- Per Mattsson : Mikael Bergman
- Heinz Hopf : Tomas Graal
- Ernst Günther : le recteur Magnificus.

## Production

### Développement

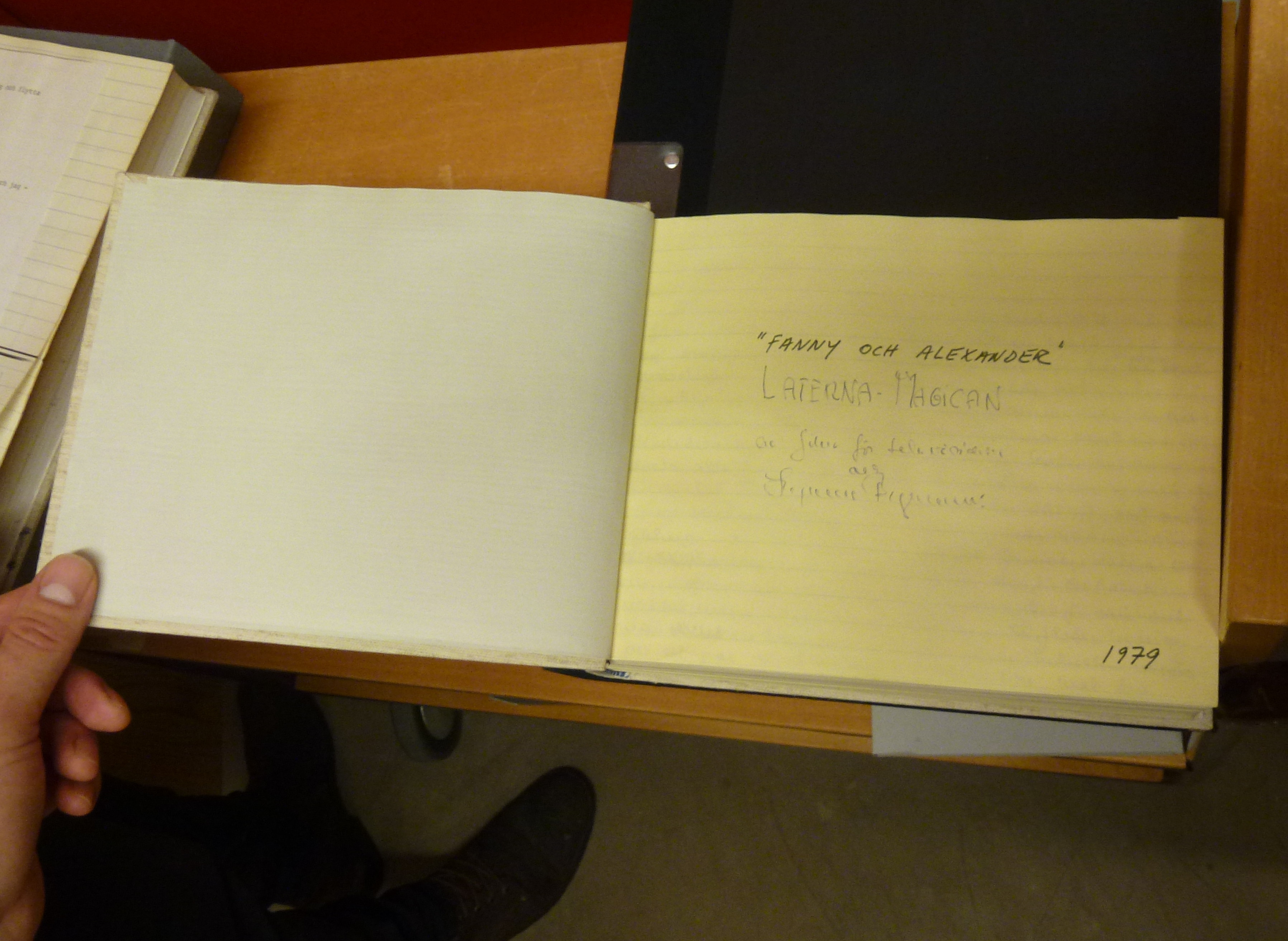
Le scénario de Fanny et Alexandre écrit à la main par Bergman.

Le réalisateur Ingmar Bergman conçoit Fanny et Alexandre alors qu'il travaille sur son film De la vie des marionnettes, sorti en 1980, et écrit le scénario à Fårö au cours de l'été 1979. Bergman veut que Fanny et Alexandre soit son dernier long métrage, bien qu'il ait écrit plusieurs scénarios par la suite et réalisé des films pour la télévision. Il déclare à la presse qu'il a décidé de se retirer, car il « n'en [a] plus la force, ni psychologiquement ni physiquement ». Le scénario de Fanny et Alexandre est semi-autobiographique, tentant de dépeindre les plus beaux souvenirs de Bergman dans ce qu'il appelle une enfance « heureuse et privilégiée » ; Alexandre lui-même est censé représenter un jeune Bergman. Ses souvenirs de la maison de sa grand-mère l'ont particulièrement inspiré. En parlant de son enfance, il déclare : « Il était difficile de faire la différence entre ce qui était imaginaire et ce qui était considéré comme réel. Si je faisais un effort, j'étais peut-être capable de faire en sorte que la réalité reste réelle. Mais, par exemple, il y avait des fantômes et des spectres. Que devais-je faire d'eux ? Et les sagas, étaient-elles réelles ? » Bergman se souvient également d'avoir reçu sa propre lanterne magique à l'âge de 10 ans, de la part de sa tante ; dans son autobiographie, il la décrit comme ayant une signification personnelle, et un de ses films précédents, Cris et Chuchotements, sorti en 1972, comporte déjà une lanterne magique.
Les Ekdahl ne correspondent cependant pas tout à fait aux Bergman. La relation d'Ingmar avec sa sœur Margareta pendant leur enfance commune est dépeinte à travers le personnage de Fanny, qui est incluse dans le titre bien qu'elle ne soit pas un personnage aussi important qu'Alexandre. Bergman a auparavant modelé ses personnages sur sa mère, Karin Åkerblom, comme étant simultanément « vierge et séductrice » : Emilie Ekdahl correspond à ce modèle auto-contradictoire,.
Le père de Margareta et Ingmar, Erik Bergman, est un pasteur luthérien strict,. Le personnage d'Edvard se base sur Erik qui, comme Edvard, a été élevé dans une famille presque entièrement composée de femmes. Erik et Ingmar sont aussi souvent en conflit sur la « vérité » et l'honnêteté, comme Edvard et Alexander. L'histoire d'Alexander, selon laquelle il aurait été vendu à un cirque, ressemble à celle qu'Ingmar racontait quand il était enfant, et il est accosté par Erik de la même façon qu'Edvard fait la leçon à Alexander. Cependant, Bergman a également déclaré : « Il a été suggéré […] qu'Alexandre, 12 ans, était mon alter ego. Mais ce n'est pas tout à fait vrai. Fanny et Alexandre est une histoire, la chronique d'une famille de classe moyenne, voire de classe moyenne supérieure, qui se serre les coudes […]. Il y a beaucoup de moi dans l'évêque, plutôt que dans Alexandre. Il est hanté par ses propres démons ».
Bergman propose le projet au producteur Jörn Donner, qui promet de fournir le budget à la condition que toute l'équipe de production et de conception des costumes soit suédoise. Selon Donner, Bergman doute d'abord que la Suède seule ait la main-d'œuvre nécessaire, mais finit par céder. Le budget est estimé à 40 millions de couronnes suédoises, ce qui en ferait le film suédois le plus coûteux de tous les temps. Pour réunir ce budget, Donner et l'Institut suédois du film se sont associés à la société française Gaumont et à la télévision ouest-allemande. Bergman termine le scénario en octobre 1980 et réunit l'équivalent de 7 millions de dollars (environ 21 720 921 dollars de 2025), selon le magazine New York.

### Choix des interprètes
Le projet est annoncé en octobre 1980 avec Liv Ullmann, Max von Sydow et Erland Josephson dans les rôles principaux ; von Sydow est choisi pour jouer le rôle d'Edvard. Cependant, les négociations pour obtenir von Sydow sont perturbées par le fait qu'il continue à jouer davantage dans des productions à l'étranger et que son agent exige un salaire plus important,. Il est alors remplacé par Jan Malmsjö, avec qui Bergman a déjà travaillé dans Scènes de la vie conjugale. En 1981, Ullmann refuse à son tour le rôle d'Emilie, en raison d'un conflit d'emploi du temps ; elle a déclaré en 2013 avoir regretté sa décision,.
Bertil Guve a 10 ans lorsqu'il joue le rôle d'Alexandre. Bergman repère Guve dans un téléfilm de Lasse Hallström et l'appelle pour une audition bien que le garçon ne sache pas qui est Bergman. Bergman choisit sans partager l'histoire de Fanny et Alexandre avec lui. Il reconnait en lui une bonne imagination, Guve ayant raconté une histoire sur le meurtre de son propre grand-père pendant l'audition. Guve a déclaré : « J'ai demandé plus tard à Ingmar pourquoi il m'avait choisi. Il a répondu que c'était parce que je jouais avec mes yeux ». La jeune actrice Pernilla Allwin est choisie pour jouer le rôle de Fanny. Elle et Guve se considèrent comme rivaux lorsqu'ils se rencontrent et commencent à travailler ; Bergman y reconnaît alors une rivalité fraternelle.
D'autres acteurs comme Harriet Andersson, Gunnar Björnstrand et Jarl Kulle, sont déjà apparus dans la filmographie de Bergman. Björnstrand est atteint de la maladie d'Alzheimer, ce qui rend difficile la mémorisation de ses dialogues, mais il obtient tout de même un petit rôle. L'actrice chevronnée Gunn Wållgren est choisie pour jouer le rôle d'Helena, bien qu'elle souffre d'un cancer et qu'elle doive souvent dissimuler sa douleur pendant le tournage. Fanny et Alexandre marque la dernière apparition au cinéma de Björnstrand et de Wållgren.
Pernilla Wallgren est choisie à la sortie d'une école publique où elle étudie le théâtre pour ce qui est son premier rôle. August a expliqué plus tard qu'elle avait reçu un message l'invitant à lire le scénario, et qu'elle ne savait pas comment les réalisateurs avaient entendu parler d'elle. Elle s'intéresse à la comédie après avoir vu Cris et Chuchotements de Bergman, et rêve alors d'avoir un rôle comme celui de Kari Sylwan dans un film. Bergman fait également appel à certains de ses enfants, dont Mats Bergman dans le rôle d'Aron, le neveu d'Isak, et Anna Bergman dans celui de Hanna Schwartz ; Linn Ullmann devait jouer le rôle d'Amanda, la grande sœur d'Alexander, mais l'école de Linn ayant refusé de lui accorder une pause pour la production, son père supprime le personnage. Son ex-femme Käbi Laretei joue le rôle d'une tante. Au total, le film contient 60 personnages avec des répliques et plus de 1 200 figurants.

### Pré-production
La directrice artistique Anna Asp a six mois avant le tournage pour se préparer, et commence par dessiner et construire des modèles miniatures des décors. En ce qui concerne la maison des Ekdahl, Bergman imagine la résidence de sa grand-mère à Uppsala comme modèle. Elle possédait un appartement dans la résidence, tandis que l'autre appartenait à Erik Bergman et à sa famille. Asp conçoit l'appartement d'Oscar et d'Emilie dans un style Art nouveau. Pour la maison de l'évêque, Asp cherche un design qui serait effrayant tout en étant une maison plausible pour un homme d'église, et s'inspire de la photographie d'un château dans un magazine. Pour la conception de la résidence d'Isak, Asp travaille à partir du souvenir de Bergman d'un propriétaire de magasin d'antiquités juif, cherchant un style similaire à un labyrinthe.
La costumière Marik Vos est chargée de superviser la création de 250 costumes pour les acteurs principaux, ainsi que plus de 1 000 costumes pour les figurants. Elle autorise l'essai de la grande majorité des échantillons de tissu pour déterminer comment ils apparaissent sur la photographie, Bergman exigeant de voir autant de plans d'essai que possible. Vos a également coordonné les couleurs avec Asp.

### Tournage

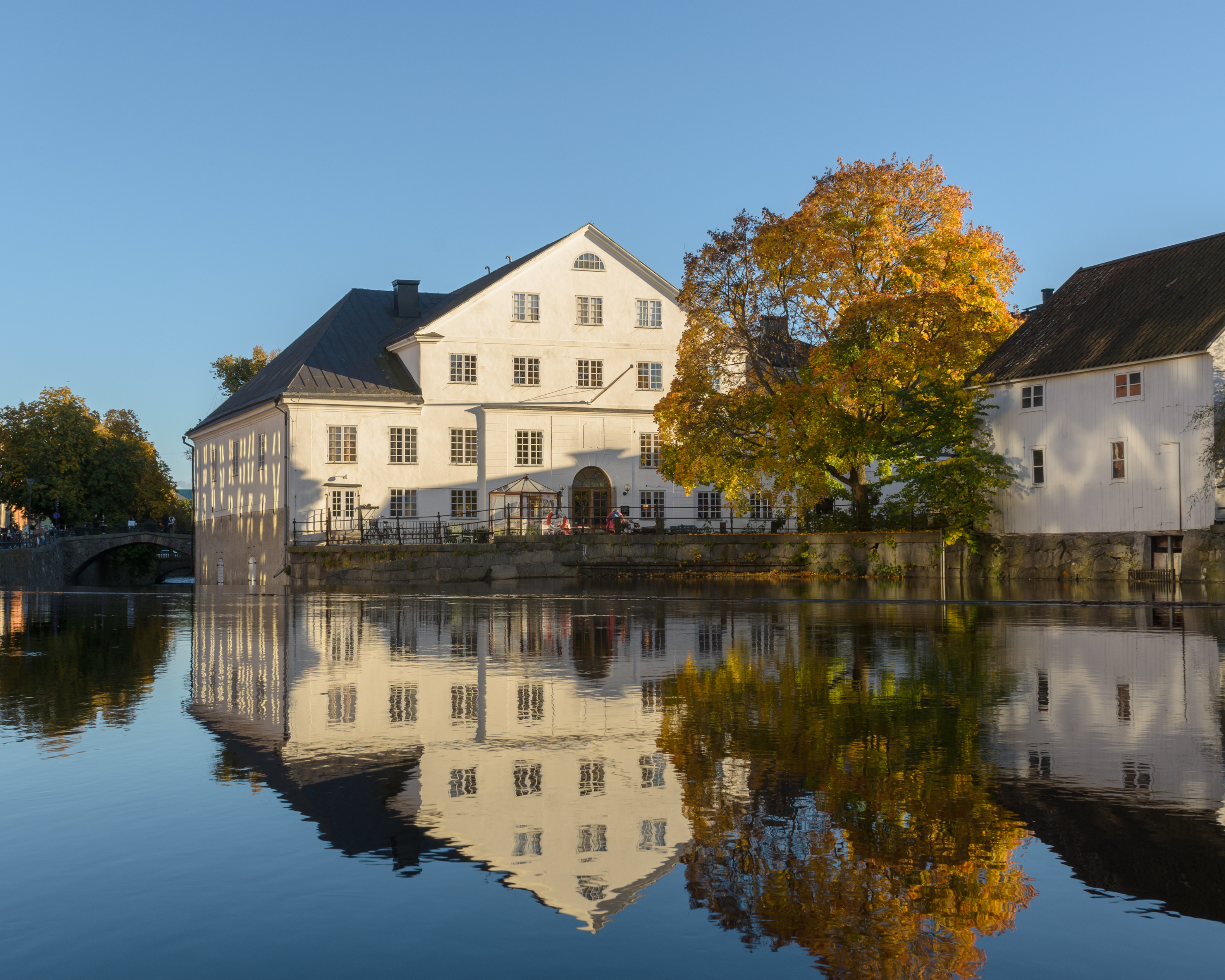
Upplandsmuseet, le musée d'histoire du comté d'Uppsala, a été utilisé comme lieu de tournage.

Le tournage commence à Uppsala, en Suède, du 7 septembre 1981 au 22 mars 1982 avec Sven Nykvist comme directeur de la photographie, Peter Schildt comme assistant réalisateur et Katinka Faragó comme directrice de production. Le film est tourné en couleur (Eastman Color) et en écran large (1,66:1) avec une pellicule de 35 mm.
Les premières scènes sont tournées dans les rues d'Uppsala, qui sont redécorées avec l'autorisation des dirigeants municipaux. Les scènes sont filmées dans l'ordre dans lesquelles elles apparaissent dans le film, et Guve n'apprend qu'au cours de la production que l'idée maîtresse de l'histoire était son conflit avec son beau-père. Le premier jour de tournage, Bergman décide de mettre en scène une bataille de polochons, ce qui, selon Wallgren, l'a mise à l'aise et a également permis au réalisateur de s'attacher les enfants acteurs. Guve développe une relation généralement amicale avec Bergman et plus tard avec Pernilla Allwin. L'habitude d'Allwin et de Guve de jouer sur des bicyclettes entre les scènes salit leurs costumes et oblige l'équipe à se précipiter pour les nettoyer. Guve entre en conflit avec Bergman lorsqu'il rit pendant un tournage, auquel cas Bergman le réprimande et lui dit que c'est « le comportement le plus scandaleux, le moins professionnel » qu'il ait jamais vu. Alors que la production implique des journées à temps plein pendant la semaine de travail, Guve continue de suivre l'école en passant le week-end à faire ses devoirs.
Des scènes sont tournées à l'extérieur de la cathédrale d'Uppsala ; l'équipe de tournage se querelle avec le doyen pour retirer une antenne du bâtiment. Pour la maison d'Edvard, le tournage s'est déplacé à Upplandsmuseet, le musée d'histoire du comté d'Uppsala. Pour les intérieurs, les mêmes décors à Uppsala et à l'Institut suédois du film ont été utilisés pour représenter plusieurs lieux. Les scènes de théâtre sont tournées au théâtre Södra de Stockholm, et les scènes dans la villa d'été d'Helena se déroulent à la Villa Björkudden à Saltsjö-Boo dans la municipalité de Nacka. Au total, 25 heures d'images ont été tournées.
Aux alentours de Noël, plusieurs membres de l'équipe contractent la grippe, ce qui entraîne l'annulation du tournage pendant trois semaines. Lorsque Bergman tombe malade, ses collègues le remplacent pour le tournage de la scène des funérailles d'Oscar, avec 500 figurants et une fanfare. Pendant quelques semaines, Sven Nykvist est tombé malade et a été remplacé par le directeur de la photographie Tony Forsberg. À un moment donné de la production, une poutre se renverse dans le studio et manque de peu de toucher Bergman et le directeur de la photographie Sven Nykvist. D'autres membres de l'équipe sont blessés lors d'accidents du travail, notamment lorsqu'un cascadeur masculin jouant le rôle de la tante Elsa en feu est brûlé par du napalm. Une grande partie de la production est enregistrée par Bergman et Arne Carlsson pour le documentaire sorti en 1984, Le Document de Fanny et Alexandre.

## Récompenses
Le film est sorti en salles aux États-Unis en 1983 et reçut six nominations aux Oscar et en remporta quatre :
- Oscar du meilleur film international (producteur Jörn Donner)
- Oscar de la meilleure photographie (Sven Nykvist)
- Oscar de la meilleure direction artistique (Anna Asp, Susanne Lingheim)
- Oscar de la meilleure création de costumes (Marik Vos-Lundh).

Bergman fut nommé pour le prix du meilleur réalisateur et pour celui du meilleur scénario original, mais il ne les gagna pas, mettant fin à ses chances de recevoir un Oscar pour un film.
- César du meilleur film étranger 1984

Sur le site américain metacritic.com, Fanny et Alexandre a obtenu la moyenne de 100/100.

## Analyse
En plus des thèmes tels que le christianisme, la repentance et la soumission à l'autorité, le film parle de l'amour, des ruptures, ainsi que du thème très bergmanien de l'existentialisme.
Tandis que la petite Fanny porte sur les événements un regard déjà mûr, Alexandre refuse de quitter son enfance. Par exemple, lors du décès de son père, il se cache sous son lit, et lors des funérailles de son père, il énumère les gros mots en une litanie pour ne pas être présent dans cet instant.
Le paranormal est très présent : les personnages se réincarnent en fantômes après leur mort, Isak provoque un miracle, le jeune Ismaël devine les pensées d'Alexandre, la mort de l'évêque est provoquée comme lorsque l'on plante des aiguilles dans des poupées de cire.
Il y a plusieurs références à William Shakespeare : le père des enfants est en train de jouer le fantôme du roi mort dans Hamlet quand il a sa crise cardiaque fatale. Le personnage de l'évêque, et ce qui lui arrive, évoque l'usurpation de Claudius et la revanche finale du jeune prince.

## DVD
Il n'y avait jusqu'en octobre 2013 pas de DVD doublé ni sous-titré en français de Fanny et Alexandre. Pourtant, il existait jusqu'alors une version en Zone 2 (éditée par Artificial Eye) en VOSTA (c'est-à-dire en suédois avec sous-titres en anglais) ainsi qu'une édition par Criterion en Zone 1 (elle aussi VOSTA).
Une édition en DVD et Blu-ray a finalement paru le 16 octobre 2013, chez Gaumont Vidéo. Le coffret de 5 DVD donne accès à divers suppléments et aux deux versions du film : courte (pour le cinéma) et longue (pour la télévision).

## Œuvres connexes
- Fanny et Alexandre est le scénario légèrement romancé du film, écrit par Ingmar Bergman et publié en 1979. Une traduction française de ce livre a été publiée par les éditions Folio en 1983.
- Le Document de Fanny et Alexandre est un documentaire suédois d'Ingmar Bergman sorti en 1986, produit par l'Institut du film de Suède (Svenska Filminstitutet).
- En 2024, le compositeur suédois Mikael Karlsson (en) réalise un opéra, Fanny and Alexander, inspiré par le film. Le livret est écrit par  Royce Vavrek (en). La première mondiale a lieu au théâtre de la Monnaie à Bruxelles le 1er décembre 2024[49] dans une mise en scène de Ivo van Hove.